# Anna Vinnitskaïa
Pour les articles homonymes, voir Vinnitskaïa.
Anna Vinnitskaïa (en russe : Анна Валерьевна Винницкая, Anna Valerievna Vinnitskaïa), née le 4 août 1983 à Novorossiisk (Union soviétique), est une pianiste russe. Elle enseigne à la Hochschule für Musik und Theater Hamburg.

## Biographie
De 1995 à 2001, elle a étudié le piano au Conservatoire Rachmaninov de Rostov-sur-le-Don, avec Serguei Ossipenko, puis à la Hochschule für Musik und Theater de Hambourg, avec Ralf Nattkemper et Ievgueni Koroliov. Elle s'est ensuite produite sur les grandes scènes du monde entier. Elle a remporté le premier prix du Concours musical international Reine-Élisabeth-de-Belgique à Bruxelles en 2007, après avoir remporté le Concours Elise-Meyer à Hambourg en 2004 et le 4e prix du Concours Busoni en 2005.